# Le prix de la fiancée
Le prix de la fiancée is een korte film uit 2014 van Touria Benzari. De film vormt het derde deel van een trilogie die in 2015 zou samenvloeien in de langspeelfilm Ta mère!.

## Verhaal
Sofia komt onverwachts terug in contact met de vrouw die haar overtuigde om de scheiding met Salim te voltrekken, Emilie. Deze komt samen met haar broer Hervé het huis kopen dat ze had gekregen na haar huwelijk met Salim. Doordat ze dit verkoopt aan Emilie hoopt ze terug in de aandacht te komen van haar ex-man.

## Rolverdeling
| Acteur               | Personage |
| -------------------- | --------- |
| Salim Kechiouche     | Salim     |
| Sofiia Manousha      | Sofia     |
| Barbara Cabrita      | Marie     |
| Stany Coppet         | Hervé     |
| Jessé Rémond Lacroix | Jérôme    |